# Savangia atentaculata
Savangia atentaculata is een soort in de taxonomische indeling van de ribkwallen (Ctenophora). 
De kwal behoort tot het geslacht Savangia en behoort tot de familie Savangiidae. De wetenschappelijke naam van de soort werd voor het eerst geldig gepubliceerd in 1950 door Dawydoff.